# Melanarctia ockendeni
Melanarctia ockendeni là một loài bướm đêm thuộc phân họ Arctiinae, họ Erebidae.